# Чхве Джон Мин
Чхве Джон Мин (хангыль: 최정민; 30 августа 1930, Пхеньян, Японская империя — 8 декабря 1983) — южнокорейский футболист, нападающий, участник чемпионата мира 1954 года, обладатель Кубка Азии 1956 и 1960 года, серебряный призёр Летних Азиатских игр 1954 и 1958 года.

## Карьера

### В сборной
Чхве Джон Мин был одним из ключевых игроков корейской сборной и лучших нападающих Азии 1950-х годов. Он выступал за национальную сборную в течение 8 лет, в её составе принял участие во многих крупных международных турнирах и добился больших успехов.
Впервые он проявил себя уже в отборочном турнире к чемпионату мира 1954 года, когда в двухматчевом противостоянии с командой Японии Чхве трижды поразил ворота соперников. На Летних Азиатских играх, проходивших в мае того же года на Филиппинах, он вновь проявил себя в роли забивного форварда. На стадии группового раунда Чхве Джон Мин забил гол в ворота сборной Афганистана, а затем по разу отличился в полуфинальном и финальном матче. Если полуфинальный барьер в лице Бирмы корейцам удалось преодолеть благодаря жребию, то в финале они проиграли объективно более сильной сборной Китайской Республики.
В рамках финального турнира чемпионата мира 1954 южнокорейские футболисты выступили слабо, проиграв оба матча в своей группе с общим счётом 0:16 (Чхве Джон Мин принимал участие в игре против сборной Венгрии). Однако затем дважды подряд (в 1956 и 1960 гг.) корейцы становились чемпионами Азии, а Чхве играл в этих победах важную роль, неизменно забивая голы в ворота соперников. В промежутке между двумя чемпионствами Чхве Джон Мин вновь стал обладателем серебряной награды Летних Азиатских игр, проходивших в 1958 году в Токио.
| Матчи Чхве Джон Мина за сборную Южной Кореи | Матчи Чхве Джон Мина за сборную Южной Кореи | Матчи Чхве Джон Мина за сборную Южной Кореи | Матчи Чхве Джон Мина за сборную Южной Кореи | Матчи Чхве Джон Мина за сборную Южной Кореи | Матчи Чхве Джон Мина за сборную Южной Кореи | Матчи Чхве Джон Мина за сборную Южной Кореи   |
| ------------------------------------------- | ------------------------------------------- | ------------------------------------------- | ------------------------------------------- | ------------------------------------------- | ------------------------------------------- | --------------------------------------------- |
| №                                           | Дата                                        | Место проведения                            | Соперник                                    | Счёт                                        | Голы                                        | Турнир                                        |
| 1                                           | 7 марта 1954                                | Токио, Япония                               | Япония                                      | 5:1                                         | 2                                           | Отбор к ЧМ-1954                               |
| 2                                           | 14 марта 1954                               | Токио, Япония                               | Япония                                      | 2:2                                         | -                                           | Отбор к ЧМ-1954                               |
| 3                                           | 2 мая 1954                                  | Манила, Филиппины                           | Гонконг                                     | 3:3                                         | -                                           | Летние Азиатские игры 1954                    |
| 4                                           | 4 мая 1954                                  | Манила, Филиппины                           | Афганистан                                  | 8:2                                         | 1                                           | Летние Азиатские игры 1954                    |
| 5                                           | 6 мая 1954                                  | Манила, Филиппины                           | Бирма                                       | 2:2                                         | 1                                           | Летние Азиатские игры 1954                    |
| 6                                           | 8 мая 1954                                  | Манила, Филиппины                           | Китайская Республика                        | 2:5                                         | 1                                           | Летние Азиатские игры 1954                    |
| 7                                           | 17 июня 1954                                | Цюрих, Швейцария                            | Венгрия                                     | 0:9                                         | -                                           | Чемпионат мира 1954                           |
| 8                                           | 25 февраля 1956                             | Манила, Филиппины                           | Филиппины                                   | 2:0                                         | 1                                           | Кубок Азии по футболу 1956 (отборочный раунд) |
| 9                                           | 21 апреля 1956                              | Сеул, Республика Корея                      | Филиппины                                   | 3:0                                         | -                                           | Кубок Азии по футболу 1956 (отборочный раунд) |
| 10                                          | 26 августа 1956                             | Сеул, Республика Корея                      | Тайвань                                     | 2:0                                         | 1                                           | Кубок Азии по футболу 1956 (отборочный раунд) |
| 11                                          | 2 сентября 1956                             | Тайбэй, Китайская Республика                | Тайвань                                     | 2:1                                         | -                                           | Кубок Азии по футболу 1956 (отборочный раунд) |
| 12                                          | 6 сентября 1956                             | Гонконг                                     | Гонконг                                     | 2:2                                         | -                                           | Кубок Азии по футболу 1956                    |
| 13                                          | 8 сентября 1956                             | Гонконг                                     | Израиль                                     | 2:1                                         | -                                           | Кубок Азии по футболу 1956                    |
| 14                                          | 15 сентября 1956                            | Гонконг                                     | Южный Вьетнам                               | 5:3                                         | 2                                           | Кубок Азии по футболу 1956                    |
| 15                                          | 17 сентября 1956                            | Гонконг                                     | Гонконг                                     | 4:2                                         | нет данных                                  | Товарищеский матч                             |
| 16                                          | 18 февраля 1958                             | Гонконг                                     | Гонконг                                     | 2:3                                         | 1                                           | Товарищеский матч                             |
| 17                                          | 26 мая 1958                                 | Токио, Япония                               | Сингапур                                    | 2:1                                         | -                                           | Летние Азиатские игры 1958                    |
| 18                                          | 28 мая 1958                                 | Токио, Япония                               | Иран                                        | 5:0                                         | 1                                           | Летние Азиатские игры 1958                    |
| 19                                          | 30 мая 1958                                 | Токио, Япония                               | Южный Вьетнам                               | 3:1                                         | -                                           | Летние Азиатские игры 1958                    |
| 20                                          | 31 мая 1958                                 | Токио, Япония                               | Индия                                       | 3:1                                         | 1                                           | Летние Азиатские игры 1958                    |
| 21                                          | 1 июня 1958                                 | Токио, Япония                               | Китайская Республика                        | 2:3                                         | 1                                           | Летние Азиатские игры 1958                    |
| 22                                          | 5 сентября 1959                             | Куала-Лумпур, Малайзия                      | Япония                                      | 0:0                                         | -                                           | Merdeka Cup 1959                              |
| 23                                          | 6 сентября 1959                             | Куала-Лумпур, Малайзия                      | Япония                                      | 3:1                                         | 1                                           | Merdeka Cup 1959                              |
| 24                                          | 14 октября 1960                             | Сеул, Республика Корея                      | Южный Вьетнам                               | 5:1                                         | 1                                           | Кубок Азии по футболу 1960                    |
| 25                                          | 17 октября 1960                             | Сеул, Республика Корея                      | Израиль                                     | 3:0                                         | -                                           | Кубок Азии по футболу 1960                    |
| 26                                          | 21 октября 1960                             | Сеул, Республика Корея                      | Китайская Республика                        | 1:0                                         | -                                           | Кубок Азии по футболу 1960                    |
| 27                                          | 6 ноября 1960                               | Сеул, Республика Корея                      | Япония                                      | 2:1                                         | -                                           | Отбор к ЧМ-1962                               |
| 28                                          | 11 июня 1961                                | Токио, Япония                               | Япония                                      | 2:0                                         | -                                           | Отбор к ЧМ-1962                               |
| 29                                          | 8 октября 1961                              | Белград, Югославия                          | Югославия                                   | 1:5                                         | -                                           | Отбор к ЧМ-1962 (стыковой матч)               |
| 30                                          | 28 октября 1961                             | Рангун, Бирма                               | Бирма                                       | 3:1                                         | 2                                           | Товарищеский матч                             |

Итого: 30 матчей / 17 голов; 20 побед, 5 ничьих, 5 поражений.

### Тренерская
После завершения игровой карьеры, Чхве работал тренером. В 1977 году (с января по сентябрь) он тренировал сборную своей родной страны.
Чхве Джон Мин является братом другого футболиста, Чхве Ён Гына, также выступавшего в составе корейской сборной на чемпионате мира 1954 года.